# Keys of the Kingdom
Keys of the Kingdom es el decimocuarto álbum de estudio de la banda británica The Moody Blues, publicado el 25 de junio de 1991 en los Estados Unidos y el 1 de julio de 1991 en el Reino Unido.

## Lista de canciones
Créditos adaptados desde las notas del álbum.
| Lado uno |                                         |                     |          |  |
| N.º      | Título                                  | Escritor(es)        | Duración |  |
| 1.       | «Say It with Love»                      | Justin Hayward      | 3:57     |  |
| 2.       | «Bless the Wings (That Bring You Back)» | Hayward             | 5:10     |  |
| 3.       | «Is This Heaven?»                       | Hayward, John Lodge | 4:04     |  |
| 4.       | «Say What You Mean (Parts I & II)»      | Hayward             | 5:38     |  |
| 5.       | «Lean on Me (Tonight)»                  | Lodge               | 4:58     |  |

| Lado dos |                                         |                 |          |  |
| N.º      | Título                                  | Escritor(es)    | Duración |  |
| 1.       | «Hope and Pray»                         | Hayward         | 5:03     |  |
| 2.       | «Shadows on the Wall»                   | Lodge           | 5:07     |  |
| 3.       | «Once Is Enough»                        | Hayward, Lodge  | 4:03     |  |
| 4.       | «Celtic Sonant»                         | Ray Thomas      | 5:02     |  |
| 5.       | «Magic»                                 | Lodge           | 5:11     |  |
| 6.       | «Never Blame the Rainbows for the Rain» | Hayward, Thomas | 4:57     |  |

## Créditos
Créditos adaptados desde las notas del álbum.
The Moody Blues
- Justin Hayward – voz principal, guitarra
- John Lodge – coros, bajo eléctrico
- Ray Thomas – coros, flauta
- Graeme Edge – batería, percusión

Músicos adicionales
- Patrick Moraz – teclado (4, 9, 10)
- Bias Boshell – caja de ritmos, teclado
- Paul Bliss – caja de ritmos, teclado
- Nigel Hitchcock – saxofón alto
- Jamie Talbot – saxofón tenor
- Pete Beachill – trombón
- Guy Barker – trompeta
- Andy Duncan – batería (3, 10)

## Posicionamiento
| Gráficas (1991)                         | Pico de posición |
| --------------------------------------- | ---------------- |
| Países Bajos (MegaCharts Album Top 100) | 67               |
| Canadá (RPM Top Albums)                 | 29               |
| Reino Unido (UK Albums Chart)           | 54               |
| Estados Unidos (Billboard 200)          | 94               |